# Tîrî
Tîrî (Ciri, Tĩrĩ), o Mea (Ha Mea), és una llengua austronèsica parlada majoritàriament a l'àrea tradicional de Xaracuu, al municipis de La Foa i Sarraméa, a la Província del Sud, Nova Caledònia. Té uns 600 parlants nadius.